# Brampoque Serra Silva Sá
Brampoque Serra Silva Sá (sinh ngày 16 tháng 11 năm 1996) hay Brash, là một cầu thủ bóng đá người Guiné-Bissau thi đấu cho Real S.C., ở vị trí tiền vệ.

## Sự nghiệp bóng đá
Vào ngày 29 tháng 7 năm 2017, Brash có màn ra mắt cho Real trong trận đấu tại Cúp Liên đoàn bóng đá Bồ Đào Nha 2017–18 trước Belenenses.